# A Collection of Great Dance Songs
A Collection of Great Dance Songs är ett samlingsalbum av Pink Floyd, utgivet 1981.
Pink Floyds musik är inte känd för att vara dansvänlig men trots detta valde skivbolaget denna ironiska titel på skivan. Här har man valt ut de låtar som har hamnat högt på listorna. Låtarna kommer ursprungligen från albumen Meddle, The Dark Side of the Moon, Wish You Were Here, Animals och The Wall. Framförallt Roger Waters "favoritlåtar" finns representerade.
Värt att notera är även att David Gilmour, med anledning av bandets då väldigt oroliga stämning, fick spela alla instrument på nyinspelningen av "Money", som gjordes just för denna skiva.

## Låtlista
1. "One of These Days" – 5:49 (från Meddle)
2. "Money" – 6:45 (från The Dark Side of the Moon)
3. "Sheep" – 10:25 (från Animals)
4. "Shine on You Crazy Diamond" – 10:41 (från Wish You Were Here)
5. "Wish You Were Here" – 5:25 (från Wish You Were Here)
6. "Another Brick in the Wall, Pt. 2" – 3:52 (från The Wall)